# Selma Poutsma
Selma Poutsma, née le 14 mai 1999 à La Haye, est une patineuse de vitesse sur piste courte franco-néerlandaise.

## Carrière

### Aux Pays-Bas
Selma Poutsma naît et grandit aux Pays-Bas. Dans les différentes catégories junior, elle remporte des championnats nationales dans le roller, dans le short-track et en piste longue. Elle pratique aussi la danse, l'aviron, l'athlétisme et le cyclisme. En 2014, elle remporte le championnat national du patinage de vitesse sur piste longue toutes épreuves en junior C et la médaille d'argent en short-track en junior B.

### En France
En 2014, elle choisit de concourir sous les couleurs de la France et de patiner pour le club du Havre. Elle s'entraîne avec l'équipe nationale à Font-Romeu-Odeillo-Via.
En France, Selma remporte 4 fois les championnats de France juniors et 1 fois les championnats de France élite. Elle détient également 7 records de France. Elle est championne de France du relais par club en 2015 avec Charlotte Guillermin, Océane Hauguel et Marie Drouet, en 2016 avec Charlotte Guillermin, Océane Hauguel et Léa Hauguel et en 2018 avec Jessica Bessa De Almeida, Océane Hauguel et Léa Hauguel. 
Elle remporte la médaille de bronze du relais féminin sur 3000m à la coupe du monde de Dordrecht en 2016 avec Véronique Pierron, Tifany Huot-Marchand et Aurélie Monvoisin.
Aux Championnats d'Europe 2018 se tenant à Dresde, elle remporte la médaille de bronze du relais féminin sur 3 000 mètres avec Véronique Pierron, Tifany Huot-Marchand et Gwendoline Daudet. A la fin de la saison 2018, apres avoir remporté son premier championnat de France élite, elle quitte l'équipe de France.

### Retour aux Pays-Bas
En 2019 et 2021 elle remporte la médaille de bronze du Championnat des Pays-Bas short-track élite.
Aux Championnats du monde de patinage de vitesse sur piste courte 2021 à Dordrecht, elle est médaillée d'or en relais et médaillée de bronze sur 500 mètres.
Aux Championnats d'Europe de patinage de vitesse sur piste courte 2021 à Gdańsk, elle est également vice-championne d’Europe du 1 000 mètres et en relais sur le 3 000 mètres. Lors de la saison 2021-2022, elle devient championne des Pays-Bas. Aux Jeux olympiques d'hiver de 2022 à Pékin, elle remporte la médaille d'or en relais avec l'équipe des Pays-Bas.